# Sablatnig SF-4
De Sablatnig SF-4 was een Duits watervliegtuig dat tijdens de Eerste Wereldoorlog werd ontworpen door Josef Sablatnig, gebaseerd op de Sablatnig SF-2, en gefabriceerd door dezelfde fabriek. Er werden in 1917 twee verschillende prototypes gebouwd: een eendekker en een driedekker. De vleugels van de eendekker bestonden uit een houten geraamte met gespannen linnen doeken, maar het vliegtuig bleek slecht manoeuvreerbaar te zijn. De driedekker bestond uit compleet houten vleugels, maar was te zwaar. Uiteindelijk werd het project in 1917 gestaakt.